# Johannes Führ
Rainer Johannes Führ (* 13. Januar 1954 in Mainz; † 4. August 2019 auf Teneriffa) war ein deutscher Vermögensverwalter.

## Leben
Johannes Führ wurde in Mainz geboren und wuchs im Rheinland auf. Er war seit 1975 mit Ulrike Führ-Fleischer verheiratet und Vater von vier Kindern.
Führ studierte Sozialwissenschaften in Frankfurt am Main und schloss mit einem Diplom ab. Danach studierte er in New York Finanzwissenschaften und erwarb die Börsenlizenz der New York Stock Exchange und anderer US-amerikanischen Börsen. Nach dem Studium ging er 1980 zu Merrill Lynch ins Privatkundengeschäft. Im Jahre 1984 wurde er Vice-President der Merrill Lynch Inc. New York, Direktor der Merrill Lynch AG Deutschland und 1986 Generalrepräsentant der Merrill Lynch Banque Schweiz.
1989 gründete Führ die Johannes Führ Vermögensverwaltungsgesellschaft-AG mit Sitz in Basel, wo er von 1989 bis 30. Juni 2013 als Verwaltungsratspräsident das Unternehmen leitete. Von 1996 bis 30. Juni 2013 war er Vorsitzender des Advisory Boards der Johannes Führ Deutschland GmbH, die ab 2010 unter Johannes Führ Asset Management GmbH firmierte. Von Juli 2013 bis Oktober 2015 war er Aufsichtsratsvorsitzender der AMF Capital AG mit Sitz in Frankfurt am Main.
Zuletzt arbeitete er als Verwaltungs- und Stiftungsrat für verschiedene Stiftungen und Organisationen, deren Zielsetzung die Hilfe zur Selbsthilfe ist.
Er starb an den Folgen eines Wanderunfalls auf Teneriffa.

## Veröffentlichungen
(auszugsweise)
- 1989: Vermögenssicherung im Wandel
- 1991: Morgendämmerung – Von der Industriegesellschaft zur Informationsgesellschaft
- 1998: Mit Sicherheit mehr aus Wertpapieren: das Johannes-Führ-Prinzip. FinanzBuch Verlag. ISBN 978-3-932114-11-3
- 2003: Der Rentenmarkt im Übergang zum Creditmarkt
- 2009: Mit japanischen Zinssätzen durch die Weltwirtschaftskrise?
- 2011: Die Bedeutung des Welthandels für die Weltwirtschaft